# Die Cleveren/Episodenliste
Diese Episodenliste enthält alle Episoden der deutschen Krimiserie Die Cleveren, sortiert nach der deutschen Erstausstrahlung. Zwischen 1998 und 2006 entstanden 6 Staffeln mit insgesamt 48 Episoden und ein Pilotfilm.

## Übersicht
| Staffel   | Episodenanzahl | Erstausstrahlung  | Erstausstrahlung   |
| Staffel   | Episodenanzahl | Staffelpremiere   | Staffelfinale      |
| --------- | -------------- | ----------------- | ------------------ |
| Pilotfilm | 1              | 10. März 1998     | 10. März 1998      |
| 1         | 8              | 9. November 1999  | 1. Februar 2000    |
| 2         | 8              | 8. Februar 2000   | 4. April 2000      |
| 3         | 8              | 10. April 2001    | 5. Juni 2001       |
| 4         | 8              | 12. März 2002     | 30. April 2002     |
| 5         | 8              | 11. März 2003     | 29. April 2003     |
| 6         | 8              | 7. September 2006 | 28. September 2006 |

## Pilotfilm
| Nr. (ges.) | Nr. (St.) | Originaltitel               | Erstausstrahlung D | Regie        | Drehbuch         | Gaststar      |
| ---------- | --------- | --------------------------- | ------------------ | ------------ | ---------------- | ------------- |
| —          | —         | Du stirbst, wie ich es will | 10. März 1998      | Thomas Jauch | Johannes W. Betz | Michael Mendl |

## Staffel 1
| Nr. (ges.) | Nr. (St.) | Originaltitel     | Erstausstrahlung D | Regie             | Drehbuch               | Gaststar           |
| ---------- | --------- | ----------------- | ------------------ | ----------------- | ---------------------- | ------------------ |
| 1          | 1         | Der Polizeifan    | 9. Nov. 1999       | Christine Wiegand | Johannes W. Betz       | Oliver Hasenfratz  |
| 2          | 2         | Mutterglück       | 16. Nov. 1999      | Christine Wiegand | Ralf Löhnhardt         | Birge Schade       |
| 3          | 3         | Schach der Dame   | 23. Nov. 1999      | Markus Imboden    | Holger Karsten Schmidt | Dieter Pfaff       |
| 4          | 4         | Die Ikone         | 30. Nov. 1999      | Jörg Lühdorff     | Martin Pristl          | Frank Giering      |
| 5          | 5         | Das Mörderkind    | 14. Dez. 1999      | Bernhard Stephan  | Martin Pristl          | Robert Stadlober   |
| 6          | 6         | Der Drache        | 21. Dez. 1999      | Bodo Fürneisen    | Martin Pristl          | Matthias Fuchs     |
| 7          | 7         | Gier              | 28. Dez. 1999      | Christine Wiegand | Michael Illner         | Jörg Schüttauf     |
| 8          | 8         | Die Schneekönigin | 1. Feb. 2000       | Peter Ristau      | Johannes Betz          | Katharina Thalbach |

## Staffel 2
| Nr. (ges.) | Nr. (St.) | Originaltitel      | Erstausstrahlung D | Regie            | Drehbuch                                               | Gaststar             |
| ---------- | --------- | ------------------ | ------------------ | ---------------- | ------------------------------------------------------ | -------------------- |
| 9          | 1         | Das Spukhaus       | 8. Feb. 2000       | Bernhard Stephan | Johannes W. Betz                                       | Dirk Martens         |
| 10         | 2         | Der Rosenkavalier  | 15. Feb. 2000      | Bodo Fürneisen   | Alexander M. Rümelin                                   | Marco Hofschneider   |
| 11         | 3         | Der Fetischist     | 22. Feb. 2000      | Jörg Lühdorff    | Martin Pristl                                          | Jürgen Tarrach       |
| 12         | 4         | Die Jagd           | 7. März 2000       | Axel de Roche    | Anna Dokoupilova                                       | Helmut Zierl         |
| 13         | 5         | Killer im Netz     | 14. März 2000      | Axel de Roche    | Michael Illner                                         | Aleksandar Jovanovic |
| 14         | 6         | Der Lebensretter   | 21. März 2000      | Bernhard Stephan | Stefan Dauck, Christian Heider, Holger Karsten Schmidt | Oliver Korittke      |
| 15         | 7         | Spiegelbilder      | 28. März 2000      | Axel de Roche    | Alexander M. Rümelin                                   | Dieter Laser         |
| 16         | 8         | Das letzte Kapitel | 4. Apr. 2000       | Markus Imboden   | Martin Pristl                                          | Michael Mendl        |

## Staffel 3
| Nr. (ges.) | Nr. (St.) | Originaltitel        | Erstausstrahlung D | Regie             | Drehbuch                 | Gaststar                |
| ---------- | --------- | -------------------- | ------------------ | ----------------- | ------------------------ | ----------------------- |
| 17         | 1         | Jungfrauenschnaps    | 10. Apr. 2001      | Axel de Roche     | Alexander M. Rümelin     | Florian Martens         |
| 18         | 2         | Die Abrechnung       | 17. Apr. 2001      | Axel de Roche     | Johannes W. Betz         | Christian Berkel        |
| 19         | 3         | Todesengel           | 24. Apr. 2001      | Bernhard Stephan  | Petra Hammesfahr         | Sabine Postel           |
| 20         | 4         | Der Vampir           | 8. Mai 2001        | Bernhard Stephan  | Martin Pristl            | Tonio Arango            |
| 21         | 5         | Phönix aus der Asche | 15. Mai 2001       | Christine Wiegand | Dirk Ahner, Stefan Holtz | Arndt Schwering-Sohnrey |
| 22         | 6         | Stuttgart-Rot        | 22. Mai 2001       | Bernhard Stephan  | Alexander M. Rümelin     | Sebastian Rudolph       |
| 23         | 7         | Der Messias          | 29. Mai 2001       | Christine Wiegand | Anna Dokoupilova         | Walter Kreye            |
| 24         | 8         | Sorgen einer Mutter  | 5. Juni 2001       | Axel de Roche     | Johannes W. Betz         | Andrea Sawatzki         |

## Staffel 4
| Nr. (ges.) | Nr. (St.) | Originaltitel            | Erstausstrahlung D | Regie            | Drehbuch                 | Gaststar             |
| ---------- | --------- | ------------------------ | ------------------ | ---------------- | ------------------------ | -------------------- |
| 25         | 1         | Arzt und Dämon           | 12. März 2002      | Bernhard Stephan | Johannes W. Betz         | Gottfried John       |
| 26         | 2         | Im Namen der Liebe       | 19. März 2002      | Bernhard Stephan | Petra Hammesfahr         | Ingo Naujoks         |
| 27         | 3         | Der Neurotiker           | 26. März 2002      | Axel de Roche    | Martin Pristl            | Hannes Jaenicke      |
| 28         | 4         | Zwillinge                | 2. Apr. 2002       | Axel de Roche    | Stefan Holtz, Dirk Ahner | Dominique Horwitz    |
| 29         | 5         | Die Göttin – Teil 1      | 9. Apr. 2002       | Axel de Roche    | Stefan Holtz, Dirk Ahner | Gudrun Landgrebe     |
| 30         | 6         | Die Göttin – Teil 2      | 16. Apr. 2002      | Axel de Roche    | Stefan Holtz, Dirk Ahner | Gudrun Landgrebe     |
| 31         | 7         | Gespräch mit einem Toten | 23. Apr. 2002      | Axel de Roche    | Stefan Holtz, Dirk Ahner | Lars Gärtner         |
| 32         | 8         | Reine Welt               | 30. Apr. 2002      | Axel de Roche    | Daniel Martin Eckhart    | Günther Maria Halmer |

## Staffel 5
| Nr. (ges.) | Nr. (St.) | Originaltitel            | Erstausstrahlung D | Regie                | Drehbuch                 | Gaststar           |
| ---------- | --------- | ------------------------ | ------------------ | -------------------- | ------------------------ | ------------------ |
| 33         | 1         | Blutsbande               | 11. März 2003      | Axel de Roche        | Daniel Martin Eckhart    | Heinrich Schmieder |
| 34         | 2         | Engelchen flieg          | 18. März 2003      | Christiane Balthasar | Johannes W. Betz         | Annett Renneberg   |
| 35         | 3         | Todesspiel               | 25. März 2003      | Dennis Satin         | Anna Dokoupilova         | Pascal Andres      |
| 36         | 4         | Born und die Frauen      | 1. Apr. 2003       | Christiane Balthasar | Johannes W. Betz         | Katharina Thalbach |
| 37         | 5         | Herbstkinder             | 8. Apr. 2003       | Dennis Satin         | Markus Busch             | Ludwig Blochberger |
| 38         | 6         | Alle meine Lieben        | 15. Apr. 2003      | Axel de Roche        | Markus Busch             | Thomas Sarbacher   |
| 39         | 7         | Blut und Wasser – Teil 1 | 22. Apr. 2003      | Christine Hartmann   | Dirk Ahner, Stefan Holtz | Hinnerk Schönemann |
| 40         | 8         | Blut und Wasser – Teil 2 | 29. Apr. 2003      | Christine Hartmann   | Dirk Ahner, Stefan Holtz | Hinnerk Schönemann |

## Staffel 6
| Nr. (ges.) | Nr. (St.) | Originaltitel                    | Erstausstrahlung D | Regie                | Drehbuch                  | Gaststar             |
| ---------- | --------- | -------------------------------- | ------------------ | -------------------- | ------------------------- | -------------------- |
| 41         | 1         | Auf der Flucht (Teil 1)          | 7. Sep. 2006       | Christiane Balthasar | Johannes W. Betz          | Annett Renneberg     |
| 42         | 2         | Killer im Kopf (Teil 2)          | 7. Sep. 2006       | Christiane Balthasar | Johannes W. Betz          | Annett Renneberg     |
| 43         | 3         | Der Kannibale (Teil 1)           | 14. Sep. 2006      | Axel de Roche        | Stefan Holtz, Dirk Ahner  | Antonio Wannek       |
| 44         | 4         | Das Geheimnis der Wölfe (Teil 2) | 14. Sep. 2006      | Axel de Roche        | Stefan Holtz, Dirk Ahner  | Antonio Wannek       |
| 45         | 5         | Kinder – Teil 1                  | 21. Sep. 2006      | Christoph Schrewe    | Marc Blöbaum, Elke Schuch | Jana Pallaske        |
| 46         | 6         | Kinder – Teil 2                  | 21. Sep. 2006      | Christoph Schrewe    | Marc Blöbaum, Elke Schuch | Jana Pallaske        |
| 47         | 7         | Die Cellistin                    | 28. Sep. 2006      | Christine Hartmann   | Elke Schuch               | Bernadette Heerwagen |
| 48         | 8         | Todeskuss                        | 28. Sep. 2006      | Christine Hartmann   | Peter Petersen            | Oana Solomon         |